# Widmannstätten (cráter)

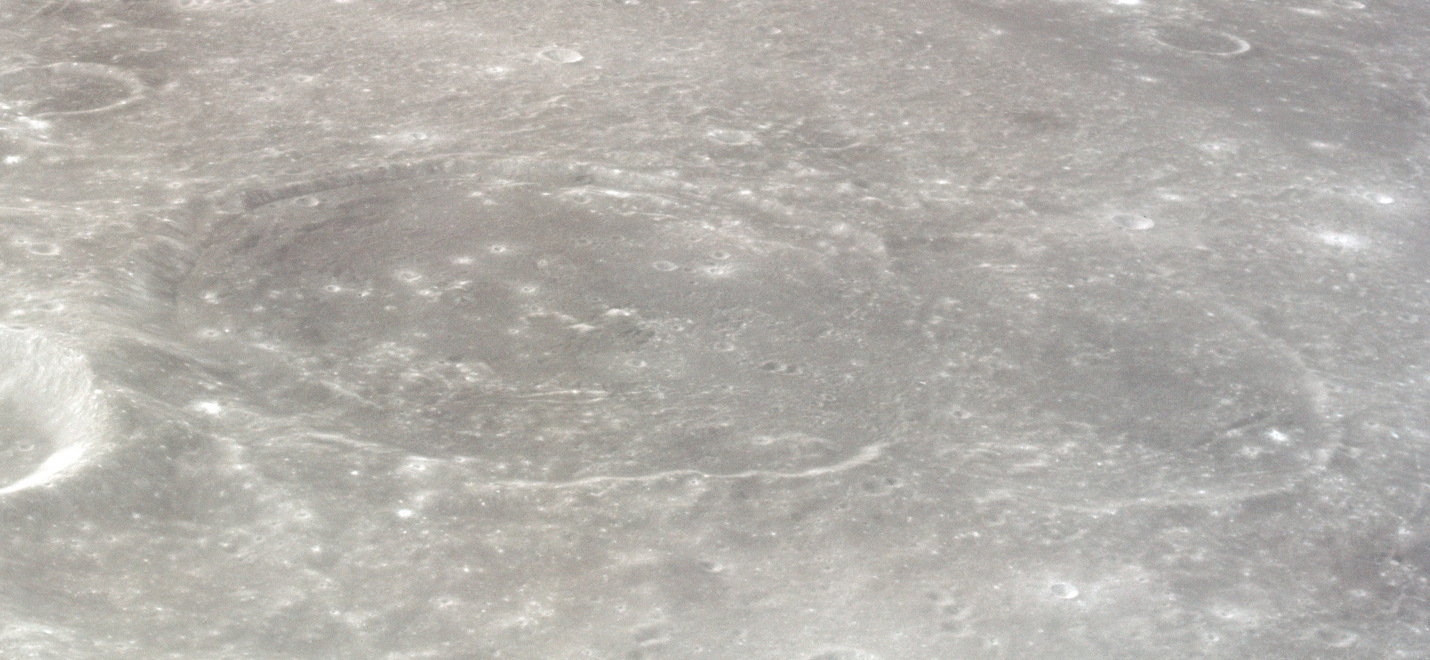
Fotografía de la misión Apolo 12

Widmannstätten es un cráter de impacto situado en la parte sur del Mare Smythii, cerca del terminador oriental de la Luna. El borde de este cráter tiene una amplia brecha en el lado occidental, donde se une al cráter Kiess, más grande.
|  |

También presenta una brecha en el borde norte, donde el suelo del cráter se une al mar lunar adyacente. El suelo interior oscuro de esta formación ha sido inundado por la lava, dejando una superficie interior nivelada y un borde remanente poco profundo.